# Dendryphantes duodecempunctatus
Dendryphantes duodecempunctatus là một loài nhện trong họ Salticidae.
Loài này thuộc chi Dendryphantes. Dendryphantes duodecempunctatus được Cândido Firmino de Mello-Leitão miêu tả năm 1943.